# Latteria Montello
Latteria Montello S.p.A è un'azienda italiana a conduzione familiare operante nel settore lattiero-caseario con il marchio Nonno Nanni; è specializzata nella produzione di stracchino e di formaggi freschi. Fondata nel 1947, ha sede a Giavera del Montello.

## Storia
Nella seconda metà degli anni 1940, Giovanni Lazzarin, meglio conosciuto con il diminutivo di Nanni, diede il via alle lavorazioni del primo stracchino e aprì, insieme ai fratelli, un piccolo laboratorio caseario, ufficialmente istituito il 7 febbraio 1947 a Giavera del Montello, che si occupava prevalentemente di formaggi stagionati. Nel dopoguerra il laboratorio subì un notevole ampliamento e venne dotato di caldaie a vapore, mentre la rete di distribuzione si sviluppò nel corso dei decenni, raggiungendo una scala nazionale.
Negli anni 1970 l’azienda passò nelle mani della seconda generazione, i figli Luigi, Armando e Bruno Lazzarin. Nacque così il primo grande stabilimento per formaggi freschi a Giavera del Montello, denominato “Latteria Montello”. Nel 1985 venne abbandonata la produzione dei formaggi stagionati per concentrarsi esclusivamente su quelli freschi. A cavallo tra gli anni 1980 e 1990, la distribuzione dei prodotti si ampliò e raggiunse il grande pubblico anche  grazie al marchio Nonno Nanni, registrato nel 1984.
A metà degli anni 1990 è subentrata nella direzione aziendale la terza generazione della famiglia Lazzarin. Nel 1995 l’impresa è diventata una società per azioni, raggiungendo nel 2007 il secondo posto nel mercato italiano, dietro alla Galbani.
Nel 2019 ha acquisito il controllo del Caseificio Tonon.